# 김철홍 (배구 선수)
김철홍(1981년 10월 4일 ~ )은 대한민국의 남자 배구 선수이다. 포지션은 센터이며 현재는 인천 대한항공 점보스에서 뛰고 있다.
2005년 구미 LIG손해보험 그레이터스에 입단했다. 2007년부터 2009년까지 상무 신협 배구단에서 군 복무를 했고 2009년부터 2014년까지 구미 LIG손해보험 그레이터스에서 뛰었다. 2014년 인천 대한항공 점보스로 이적했다.

## 수상
- NH농협 2009~2010 V-리그 기량 발전상